# Дискография Валерия Кипелова
1. перенаправление Кипелов, Валерий Александрович#Дискография